# Agnico Eagle Mines

Historisches Logo

Agnico Eagle Mines Ltd. (kurz AEM) ist ein Bergbauunternehmen zur Goldförderung in Kanada mit Firmensitz in Toronto, Ontario. Das Unternehmen ist im Aktienindex S&P/TSX 60 an der Toronto Stock Exchange gelistet.
Agnico Eagle Mines ist vorwiegend im Nordwesten Kanadas in den Provinzen Québec und Ontario tätig. Neue Projekte außerhalb von Kanada wurden in Kittilä (Finnland) und in Pinos Altos (Mexiko) begonnen. 2013 förderte das Unternehmen insgesamt rund 1,1 Millionen Unzen Gold und 4,6 Millionen Unzen Silber. Im Jahr 2015 betreibt Agnico Eagle Mines neun Goldminen.
Das Unternehmen ist Mitglied im World Gold Council.

## Geschichte
1953 taten sich fünf Minengesellschaften zur Cobalt Consolidated Mining zusammen, welche 1957 in Agnico Mines umbenannt wurde. Der Name Agnico ist ein Akronym und besteht aus den Elementsymbolen für Silber (Ag), Nickel (Ni) und Cobalt (Co). Im Jahr 1963 wurde Paul Penna zum Vorsitzenden des Unternehmens ernannt.
1972 fusionierte Agnico Mines mit dem Bergbauunternehmen Eagle Mines zum bis heute bestehenden Konzern. Als neuer Name wurde Agnico-Eagle Mines gewählt. In demselben Jahr wurden erstmals Aktien des Unternehmens an der Toronto Stock Exchange, der kanadischen Börse, ausgegeben und gehandelt. Mit der Fusion fiel der „Joutel“-Minenkomplex im nordwestlichen Québec in den Besitz des neuen Konzerns.
Die Goldförderung in Joutel begann im Jahr 1974 und dauerte bis 1993 an. Insgesamt wurden in dem Minenkomplex etwa 1,1 Millionen Unzen Gold gefördert; außerdem wurden in dem Komplex jährlich bis zu 410.000 Tonnen Eisenerz gewonnen. 1989 übernahm Agnico-Eagle Mines mit Dumagami Mines ein weiteres Unternehmen, das Minen in Québec besaß. Durch weitere Übernahmen in den nachfolgenden Jahren konnte AEM noch weitere große Goldvorkommen Québecs in sein Eigentum bringen.
Erstmals 2005 begann Agnico-Eagle Mines die Goldförderung in Ländern außerhalb Kanadas, indem die Riddarhyttan Resources AB, ein finnisches Bergbauunternehmen, mitsamt dem Vorkommen Suurikuusikko (Kittilä) übernommen wurde. Seit 2006 engagiert sich das Unternehmen auch in der Goldförderung in Mexiko.
2013 entfernte das Unternehmen den Bindestrich aus dem Unternehmensnamen und firmiert seitdem als Agnico Eagle Mines.
Im Jahr 2014 erwarb Agnico Eagle Mines zusammen mit Yamana Gold die Osisko Mining Corporation und bildete eine Partnerschaft mit Yamana Gold, um mit der Mine namens Canadian Malartic die größte Goldmine Kanadas zu betreiben.
Am 29. September 2021 wurde bekannt gegeben, dass das Unternehmen mit  Kirkland Lake Gold fusionieren wird. Die Transaktion hat einen Wert von rund 13 Mrd. Dollar.

## Produktion
Das Unternehmen betrieb im Jahr 2014 insgesamt neun produzierende Bergwerke weltweit.
| Name              | Land | Anteil | Produktion 2014 in oz | Reserven (P+P) in 000 oz | Cash Cost in US-$ |
| ----------------- | ---- | ------ | --------------------- | ------------------------ | ----------------- |
| Canadian Malartic | CAN  | 50 %   | 143.000               | 4.329                    | 701 $             |
| Creston Mascotta  | MEX  | 100 %  | 47.800                | 236                      | 578 $             |
| Goldex            | CAN  | 100 %  | 100.400               | 340                      | 638 $             |
| Kittila           | FIN  | 100 %  | 141.700               | 4.524                    | 845 $             |
| La India          | MEX  | 100 %  | 71.600                | 679                      | 487 $             |
| Lapa              | CAN  | 100 %  | 92.600                | 170                      | 667 $             |
| LaRonde           | CAN  | 100 %  | 204.700               | 3.432                    | 668 $             |
| Meadowbank        | CAN  | 100 %  | 452.900               | 1.168                    | 599 $             |
| Pinos Altos       | MEX  | 100 %  | 171.000               | 1.763                    | 533 $             |
| Gesamt            |      |        | 1.429.000             |                          | 637 $             |

Quelle: Agnico Eagle Jahresbericht 2014